# Виктори, Крейг
Крейг Скотт Виктори (англ. Craig Scott Victory, 3 февраля 1980, Аделаида, Австралия) — австралийский хоккеист (хоккей на траве), нападающий, тренер. Серебряный призёр летних Олимпийских игр 2000 года.

## Биография
Крейг Виктори родился 3 февраля 1980 года в австралийском городе Аделаида.
Играл в хоккей на траве за «Аделаида Хотшотс».
В 1999 году завоевал серебряную медаль Трофея чемпионов. В 2001 и 2003 годах выигрывал серебро.
В 2000 году вошёл в состав сборной Австралии по хоккею на траве на летних Олимпийских играх в Сиднее и завоевал бронзовую медаль. Играл на позиции нападающего, провёл 7 матчей, забил 2 мяча (по одному в ворота сборных Индии и Южной Кореи).
В 2002 году стал серебряным призёром чемпионата мира в Куала-Лумпуре, где с 6 мячами был лучшим снайпером команды. В том же году завоевал золотую медаль хоккейного турнира Игр Содружества в Манчестере.
В 1999—2006 годах провёл за сборную Австралии 102 матча, забил 36 мячей.
По окончании игровой карьеры стал тренером. Был главным тренером хоккейной программы Южноавстралийского института спорта. Тренировал женскую команду «Саутерн Санс» из Аделаиды, с которой в 2011 году выиграл чемпионат Австралии.
В 2013—2016 годах тренировал женскую юниорскую сборную Австралии. Параллельно был помощником главного тренера женской сборной страны.